# Johann Peter Hafner
Johann Peter Hafner (* 18. Oktober 1881 in Roden (Saar); † 9. Juli 1966 ebenda) war ein deutscher Kommunalpolitiker und Beigeordneter der Stadt Saarlouis.

## Leben
Johann Peter Hafner war der Sohn des Blecharbeiters Johann Hafner (* 1841) und dessen Ehefrau Catharina Hahn (* 1841). 
Er war beschäftigt in der Dillinger Hütte, wo er zuletzt als Werkmeister tätig war. Als Kriegsteilnehmer kam er in russische Kriegsgefangenschaft, wo er bis 1922 verbleiben musste. 
Er betätigte sich politisch und war in den Jahren von 1932 bis 1935 Stadtverordneter in Saarlouis sowie Bezirksvorsteher von Roden. Er wurde Mitglied in der Christlichen Volkspartei des Saarlandes, die im Januar 1946 als interkonfessionelle und regional ausgerichtete Sammlungsbewegung gegründet worden war. In den Jahren von 1945 bis 1947 war Hafner erneut Bezirksvorsteher in Roden und wurde im selben Jahr Hilfsbeigeordneter der Stadt Saarlouis und zugleich Leiter der Verwaltungshilfsstelle Roden. 
Von 1949 bis 1956 war er wieder Stadtverordneter und übte im selben Zeitraum das Amt des Ersten Beigeordneten in Saarlouis aus.
1957 wurde er Mitglied der CDU. 
Hafner war verheiratet und hatte zwei Söhne, die beide im Zweiten Weltkrieg gefallen sind.

## Ehrungen
18. Oktober 1961 Ehrenbürger der Stadt Saarlouis